# Elegia oului, a noua
„Elegia oului, a noua” este a noua poezie-elegie de Nichita Stănescu din volumul 11 elegii, apărut în 1966. 

## Comentarii
Alex. Ștefănescu pune degetul pe rană atunci când afirmă că «„Elegia oului, a noua”, conține, in nuce, schema din Iona lui Marin Sorescu, consemnând faptul că, prin depășirea unei limite a cunoașterii, nu reușim decât să ajungem în fața unei noi limite» (Alex. Ștefănescu, Introducere.., 1986, p. 107). Eugen Simion invocă imaginea barbiană a oului și a sinelui care locuiește în sine, imagine pe care Nichita o folosește pentru a simboliza creația și drama cunoașterii (Scriitori români azi, I, 1978, p. 181). Pentru Ștefania Mincu, „Elegia conține revelația unei nașteri a Sinelui din sine, o naștere care nu are în ea nimic artificial sau magic. E vorba, desigur, de o «a doua naștere», cea spirituală, văzută ca infinită pe scara umanului…” (op. cit. p. 100).